# Uinta Mountains
Uinta Mountains / ju ː ɪntə / – góry w Stanach Zjednoczonych położone głównie w północno-wschodnim Utah (60%), rozszerzające się na południową część stanu Wyoming (30%) oraz nieznacznie o Kolorado (10%). Stanowią część Gór Skalistych. Znajdują się około 100 mil (160 km) na północny wschód od Salt Lake City. Ich wysokość wynosi od 11 000 -13 528 stóp (3 353-4 123 m n.p.m.), z najwyższym punktem Kings Peak, który jest zarazem najwyższym punktem w stanie Utah.

## Fauna
Pomimo swego położenia geograficznego i innej charakterystyki klimatycznej niż daleka północ, teren gór jest jednym z najbardziej na południe wysuniętych stanowisk gdzie żyje Rosomak.

## Najwyższe szczyty Uinta Mountains
1. Kings Peak – 4123 m n.p.m.[3]
2. South Kings Peak – 4118 m n.p.m.
3. Gilbert Peak – 4097 m n.p.m.
4. Mount Emmons – 4097 m n.p.m.
5. Painter Peak – 4080 m n.p.m.
6. Roberts Peak – 4050 m n.p.m.
7. Gunsight Peak – 4043 m n.p.m.
8. Trail Rider Peak – 4038  m n.p.m.
9. Henrys Fork Peak – 4036 m n.p.m.
10. Mount Lovenia – 4029  m n.p.m.